# Pedro Ribeiro (football, 1990)
Pour les articles homonymes, voir Pedro Ribeiro.
Pedro de Araújo Lopes Ribeiro dit Pedro Ribeiro est un footballeur brésilien né le 13 juin 1990 à Belo Horizonte. Il évolue au poste de milieu de terrain à l'IK Frej en deuxième division suédoise.

## Biographie
Durant l'été 2015, Pedro Ribeiro obtient sa carte verte et ne compte à ce titre plus comme un joueur étranger en MLS.